# Naisten I-divisioona 2021
La Naisten I-divisioona 2021 è la 13ª edizione del campionato di football americano di secondo livello femminile, organizzato dalla SAJL.

## Squadre partecipanti
| Club                     | Città     | Stadio | Sponsor ufficiale | Risultato nella stagione 2020 |
| ------------------------ | --------- | ------ | ----------------- | ----------------------------- |
| Jyväskylä Jaguars        | Jyväskylä |        |                   |                               |
| Helsinki Roosters        | Helsinki  |        |                   |                               |
| Helsinki Wolverines Blue | Helsinki  |        |                   |                               |
| Kotka Eagles             | Kotka     |        |                   |                               |
| Lohja Lionesses          | Lohja     |        |                   |                               |
| Oulu Northern Lights     | Oulu      |        |                   |                               |
| Tampere Saints           | Tampere   |        |                   |                               |
| Wasa Royals              | Vaasa     |        |                   |                               |

## Stagione regolare

### Calendario

#### 1ª giornata
| Tampere 12 giugno 2021, ore 12:00 | Tampere Saints | 32 – 6 (7-0 6-6 0-0 19-0) referto | Wasa Royals | Pyynikin urheilukenttä (138 spett.)\| Arbitro: \| S. Lehtiniemi \| |
| Arbitro:                          | S. Lehtiniemi  |                                   |             |                                                                    |

| Oulu 12 giugno 2021, ore 18:30 | Oulu Northern Lights | 50 – 0 | Jyväskylä Jaguars | Castrenin urheilukeskus |

#### 2ª giornata
| Jyväskylä 19 giugno 2021, ore 15:30 | Jyväskylä Jaguars | 0 – 37 | Tampere Saints | Palokan tekonurmi |

#### 3ª giornata
| Kotka 2 luglio 2021, ore 18:30 | Kotka Eagles | 60 – 0 | Helsinki Roosters | Puistolan kenttä |

| Vaasa 4 luglio 2021, ore 15:00 | Wasa Royals | 49 – 0 | Jyväskylä Jaguars | Kaarlen kenttä |

#### 4ª giornata
| Helsinki 9 luglio 2021, ore 18:30 | Helsinki Wolverines Blue | 0 – 30 | Lohja Lionesses | Velodromo di Helsinki |

| Oulu 11 luglio 2021, ore 13:00 | Oulu Northern Lights | 27 – 7 | Tampere Saints | Castrenin urheilukeskus |

#### 5ª giornata
| Kotka 16 luglio 2021, ore 18:30 | Kotka Eagles | 22 – 0 | Lohja Lionesses | Puistolan kenttä |

| Helsinki 17 luglio 2021, ore 16:00 | Helsinki Roosters | 26 – 0 | Helsinki Wolverines Blue | Velodromo di Helsinki |

| Vaasa 18 luglio 2021, ore 15:00 | Wasa Royals | 21 – 28 | Oulu Northern Lights | Kaarlen kenttä |

#### 6ª giornata
| Helsinki 24 luglio 2021, ore 15:00 | Helsinki Roosters | 8 – 34 | Kotka Eagles | Velodromo di Helsinki |

| Jyväskylä 25 luglio 2021, ore 13:00 | Jyväskylä Jaguars | 0 – 66 | Oulu Northern Lights | Viitaniemen liikuntapuisto |

| Vaasa 25 luglio 2021, ore 15:00 | Wasa Royals | 6 – 25 | Tampere Saints | Kaarlen kenttä |

#### 7ª giornata
| Kotka 30 luglio 2021, ore 18:30 | Kotka Eagles | 48 – 0 | Helsinki Wolverines Blue | Puistolan kenttä |

| Tampere 31 luglio 2021, ore 12:00 | Tampere Saints | 57 – 6 (21-0 21-0 0-6 15-0) referto | Jyväskylä Jaguars | Pyynikin urheilukenttä (118 spett.)\| Arbitro: \| T. Leivoaro \| |
| Arbitro:                          | T. Leivoaro    |                                     |                   |                                                                  |

| Helsinki 31 luglio 2021, ore 15:00 | Helsinki Roosters | 8 – 28 | Lohja Lionesses | Velodromo di Helsinki |

#### 8ª giornata
| Lohja 6 agosto 2021, ore 18:30 | Lohja Lionesses | 20 – 6 | Helsinki Roosters | Harjun nurmikenttä |

| Saarijärvi 8 agosto 2021, ore 13:00 | Jyväskylä Jaguars | 7 – 24 | Wasa Royals | Saarijärven keskusurheilukenttä |

| Helsinki 8 agosto 2021, ore 15:30 | Helsinki Wolverines Blue | 0 – 50 | Kotka Eagles | Velodromo di Helsinki |

#### 9ª giornata
| Lohja 14 agosto 2021, ore 15:00 | Lohja Lionesses | 58 – 0 | Helsinki Wolverines Blue | Harjun nurmikenttä |

| Tampere 15 agosto 2021, ore 13:00 | Tampere Saints | 13 – 26 (0-6 7-0 0-12 6-8) referto | Oulu Northern Lights | Pyynikin urheilukenttä (133 spett.)\| Arbitro: \| J. Sipi \| |
| Arbitro:                          | J. Sipi        |                                    |                      |                                                              |

#### 10ª giornata
| Helsinki 20 agosto 2021, ore 17:30 | Helsinki Wolverines Blue | 8 – 0 | Helsinki Roosters | Velodromo di Helsinki |

| Oulu 22 agosto 2021, ore 13:00 | Oulu Northern Lights | 52 – 0 | Wasa Royals | Castrenin urheilukeskus |

### Classifica
La classifica della regular season è la seguente:
- PCT = percentuale di vittorie, G = partite giocate, V = partite vinte,  P = partite perse, PF = punti fatti, PS = punti subiti

#### Girone 1
| Pos. | Squadra              | PCT   | G | V | N | P | PF  | PS  |
| ---- | -------------------- | ----- | - | - | - | - | --- | --- |
| 1    | Oulu Northern Lights | 1.000 | 6 | 6 | 0 | 0 | 249 | 41  |
| 2    | Tampere Saints       | .667  | 6 | 4 | 0 | 2 | 171 | 71  |
| 3    | Wasa Royals          | .333  | 6 | 2 | 0 | 4 | 106 | 144 |
| 4    | Jyväskylä Jaguars    | .000  | 6 | 0 | 0 | 6 | 13  | 283 |

#### Girone 2
| Pos. | Squadra                  | PCT  | G | V | N | P | PF  | PS  |
| ---- | ------------------------ | ---- | - | - | - | - | --- | --- |
| 1    | Kotka Eagles             | .833 | 5 | 5 | 0 | 1 | 214 | 8   |
| 2    | Lohja Lionesses          | .800 | 5 | 4 | 0 | 1 | 136 | 36  |
| 3    | Helsinki Roosters        | .167 | 6 | 1 | 0 | 5 | 48  | 150 |
| 4    | Helsinki Wolverines Blue | .167 | 6 | 1 | 0 | 5 | 8   | 212 |

## Playoff

### Tabellone
|  | Semifinali | Semifinali           | Semifinali |                |     | Finale               | Finale | Finale |  |
|  |            |                      |            |                |     |                      |        |        |  |
|  | 1-1        | Oulu Northern Lights | 35         |                |     |                      |        |        |  |
|  | 1-1        | Oulu Northern Lights | 35         |                |     |                      |        |        |  |
|  | 2-2        | Lohja Lionesses      | 6          |                |     |                      |        |        |  |
|  | 2-2        | Lohja Lionesses      | 6          |                | 1-1 | Oulu Northern Lights | 26     |        |  |
|  |            |                      |            |                | 1-1 | Oulu Northern Lights | 26     |        |  |
|  |            |                      | 2-1        | Tampere Saints | 21  |                      |        |        |  |
|  | 1-2        | Kotka Eagles         | 2-1        | Tampere Saints | 21  | 14                   |        |        |  |
|  | 1-2        | Kotka Eagles         |            |                |     |                      |        |        |  |
|  | 2-1        | Tampere Saints       | 53         |                |     |                      |        |        |  |

### Semifinale
| Kotka 27 agosto 2021, ore 14:30 | Kotka Eagles | 14 – 53 | Tampere Saints | Puistolan kenttä |

| Oulu 28 agosto 2021, ore 18:00 | Oulu Northern Lights | 35 – 6 | Lohja Lionesses | Castrenin urheilukeskus |

### XIII Finale Naisten I-divisioona
| Oulu 4 settembre 2021, ore 18:00 | Oulu Northern Lights | 26 – 21 | Tampere Saints | Castrenin urheilukeskus |

## Verdetti
- Oulu Northern Lights Vincitrici della Naisten I-divisioona 2021